# Siegfried Heiler
Siegfried Heiler (* 20. Oktober 1938 in Wangen; † 20. Oktober 2022) war ein deutscher Wirtschaftswissenschaftler und Statistiker.

## Leben
Siegfried Heiler wurde 1938 als Sohn von Lotte Heiler, geborene Fleischer, und dem von 1933 bis 1945 als Bürgermeister von Neuravensburg tätigen August Heiler in Wangen im Allgäu geboren. Nach dem Studium der Volkswirtschaftslehre an der Universität Tübingen wurde er dort 1967 bei  Heinrich Strecker mit dem Thema Analyse und Struktur wirtschaftlicher Prozesse durch Zerlegung von Zeitreihen zum Dr. rer. pol. promoviert. Danach wechselte er an die TU Berlin und habilitierte sich dort 1971 bei Kurt Weichselberger. Nach einer kurzen Tätigkeit als Professor an der TU Berlin wechselte er im Jahr 1972 als Professor für Wirtschafts- und Sozialstatistik an die TU Dortmund. 1987 folgte er einem Ruf an die Universität Konstanz, wo er bis zur Emeritierung im Jahr 2007 lehrte. Von 1980 bis 1988 war er Leiter des Ausschusses „Statistische Theorie und Methodik“ der Deutschen Statistischen Gesellschaft, deren Vorsitzender er von 1988 bis 1992 war.
Siegfried Heiler war katholisch, ab 1977 mit der Ärztin Hildegard Rausch-Heiler, geborene Rausch, verheiratet und hatte drei Kinder (Eva aus einer ersten Ehe, Mark und Patrick).

## Schriften (Auswahl)
- Analyse der Struktur wirtschaftlicher Prozesse durch Zerlegung von Zeitreihen. Tübingen 1967, DNB 482297271 (Hochschulschrift, Dissertation vom 16. Januar 1967).
- Theoretische Grundlagen des „Berliner Verfahrens“. In: Wolfgang Wetzel (Hrsg.): Neuere Entwicklungen auf dem Gebiet der Zeitreihenanalyse – Sonderheft 1 zum Allgemeinen Statistischen Archiv. 1970, S. 67–93.
- mit Horst Rinne: Einführung in die Statistik. Hain, Meisenheim am Glan 1971, DNB 720060907.
- Robust Estimates in Linear Regression – A Simulation Approach. In: Herbert Büning, Peter Naeve (Hrsg.): Computational Statistics – Wolfgang Wetzel zur Vollendung des 60. Lebensjahres. De Gruyter, Berlin 1981, S. 115–136, doi:10.1515/9783110844405-010.
- mit Paul Michels: Deskriptive und Explorative Datenanalyse. Oldenbourg, München / Wien 1994, ISBN 978-3-486-22786-4.
- Zur Glättung saisonaler Zeitreihen. In: Horst Rinne, Bernhard Rüger, Heinrich Strecker (Hrsg.): Grundlagen der Statistik und ihre Anwendungen – Festschrift für Kurt Weichselberger. Physica-Verlag, Heidelberg 1995, ISBN 3-7908-0872-5, S. 128–148.